# Angustella longipyga
Angustella longipyga är en insektsart som beskrevs av Li och Wang 2003. Angustella longipyga ingår i släktet Angustella och familjen dvärgstritar. Inga underarter finns listade i Catalogue of Life.